# Baudoncourt
Baudoncourt é uma comuna francesa na região administrativa de Borgonha-Franco-Condado, no departamento de Alto Sona. Estende-se por uma área de 7,57 km². Em 2010 a comuna tinha 523 habitantes (densidade: 69,1 hab./km²).